# Хотлубей, Юрий Юрьевич
Юрий Юрьевич Хотлубей (укр. Юрій Юрійович Хотлубей; 12 января 1944, пгт. Желанное, Ясиноватского района, Сталинская область) — украинский политический и государственный деятель. В 1998—2015 годах занимал должность городского головы Мариуполя (Донецкая область, Украина).

## Биография
Грек по национальности. Трудовую деятельность начал в 1960 году слесарем на Донецком металлургическом заводе. По окончании института работал мастером, старшим мастером, механиком на Павлодарском алюминиевом заводе. Служил в армии.
В 1966 году окончил Донецкий политехнический институт.
В 1971 году возвратился на Донецкий металлургический завод, где работал мастером, старшим мастером, избирался секретарём цеховой парторганизации.
С 1975 года — на партийной работе в Донецке: инструктор, заведующий отделом горкома, первый секретарь Ленинского райкома Компартии Украины. Работал инспектором, заведующим сектором отдела организационно-партийной и кадровой работы ЦК Компартии Украины.
В 1986 окончил Академию общественных наук при ЦК КПСС в Москве.
В 1989 году избирается первым секретарем Мариупольского горкома Компартии Украины, а в 1990 — народным депутатом Украины, председателем Мариупольского городского Совета.
В 1994 году на выборах городского головы Мариуполя проиграл Михаилу Поживанову.
С 1994 года — заведующий отделом по вопросам рынка товаров и услуг Кабинета Министров Украины, руководитель управления организационной работы и кадровой политики Администрации Президента Украины.
В 1998 году избран Мариупольским городским головой.
Способствовал популяризации и развитию баскетбола в Мариупольском регионе. Является соучредителем и куратором гранда украинского баскетбола БК «Азовмаш».
В 2014 году Юрий Хотлубей выступал против «того, что происходило на Майдане, когда в правоохранителей бросали коктейли Молотова, а митингующие разбирали брусчатку», организовывал отправку сотен коммунальщиков на антимайдановский митинг в Киев в январе 2014 года. Отсутствие коммунальщиков в Мариуполе привело к коллапсу, когда город занесло снегом, а бороться со стихией было некому.
В то же время летом 2014 года Юрий Хотлубей заявлял, что он был откровенно против той политики, которую пропагандировали на пророссийских митингах в Мариуполе, хотя носил георгиевскую ленточку, присутствовал в момент, когда сепаратисты снимали флаг Украины с флагштока у мариупольского горсовета и вешали флаг России, и поддержал на тот момент проведение референдума о судьбе региона.
В августе — сентябре 2014 года принимал активное участие в мероприятиях в поддержку единства Украины и создании оборонительных укреплений Мариуполя. По его инициативе в августе 2014 года были снесены в городе два памятника Ленину. Общественности было объявлено, что якобы для реконструкции.
31 января 2015 года в Мариуполе в ходе митинга-реквиема в связи с обстрелом микрорайона «Восточный», сообщил участникам митинга о своей поддержке решения Верховной Рады Украины о признании Российской Федерации стороной-агрессором, а ДНР и ЛНР террористическими организациями, о чём днём ранее было принято решение на сессии Мариупольского горсовета.

## Награды
- Орден князя Ярослава Мудрого V степени (2014)[6].
- Орден «За заслуги» I степени (2009)[7].
- Орден «За заслуги» II степени (2003)[8].
- Орден «За заслуги» III степени (1999)[9].
- Орден Данилы Галицкого (2006)[10].
- Юбилейная медаль «20 лет независимости Украины» (2011)[11].
- Почётная грамота Кабинета Министров Украины (2003)[12].
- Знак «Отличник образования Украины» (1999)[8].
- Медаль «10 лет независимости Украины» (2001)[8].
- Орден «Святого Владимира» II степени (2001)[8].
- Орден «За перестройку Украины» имени М.Грушевского (2001)[8].
- Лучший мэр города во Всеукраинском ежегодном рейтинге «Золотая фортуна» в номинации «Мэр года» (2002)[8].
- Орден Почёта (2002, Международная кадровая академия)[8].
- Грамота Верховной Рады Украины (2003)[8].
- Почётный знак отличия Донецкого облсовета (2004)[8].
- Медаль «За содействие в охране государственной границы Украины» (2004)[8].
- Орден Украинской Православной Церкви Преподобного Нестора Летописца II степени (2006)[8].